# Лапшов, Валерий Михайлович
Валерий Михайлович Лапшов (30 октября 1946, Ушачи, Витебская область, БССР — 26 сентября 2009, Москва) — советский и российский военачальник. Участник первой чеченской войны. Начальник Аппарата — помощник Министра обороны Российской Федерации. Генерал-полковник.

## Биография
Родился 30 октября 1946 года в Витебской области, п. Ушачи Белорусской ССР, где в 1964 году окончил среднюю школу. В 1964 году окончил 11 классов средней школы и добровольно поступил в Бакинское высшее общевойсковое командное училище имени Верховного Совета Азербайджанской ССР.

### Образование
- 1964—1968 годы Бакинское высшее общевойсковое командное училище по специальности — командной общевойсковой, присвоена квалификация офицера с высшим военным (преподаватель физики, математики) и средним военным образованием.
- 1971—1974 годы военную академию им. М. В. Фрунзе по специальности — командно-штабная, оперативно-тактическая общевойсковая, присвоена квалификация офицера с высшим военным образованием.
- Военная академия Генерального штаба Вооружённых сил СССР

### На воинской службе
Военную службу в Вооружённых Силах СССР и Российской Федерации проходил с 11.08.1964 по 01.03.1999 года на командных и штабных должностях:
- 11.08.1964 — 27.07.1968 гг. Рядовой, курсант, БВОКУ, ЗакВО. (Тбилиси, Грузия; Баку, Азербайджан).
- 11 октября 1964 года принял военную присягу.
- 27.07.1968 — 1970 гг. Лейтенант[1], командир мотострелкового взвода.

Командовал ротой, батальоном.
После окончания Военной академии им. М. В. Фрунзе служил в 6-м Центральном научно-исследовательском институте МО РФ (в/ч 54726) (Москва), старшим офицером-оператором в Главном оперативном управлении Генерального штаба.

### На высших должностях
Окончил основной факультет Военной академии Генерального штаба Вооружённых Сил СССР.
Работал начальником Оперативной группы Генерального штаба ВС РФ на Дальнем Востоке.
Генерал для особых поручений Заместителя Министра обороны РФ.
Указом Президента Российской Федерации от 14 ноября 1992 г. № 1358 присвоено воинское звание «генерал-лейтенант».
Указом Президента РФ от 05.05.1995 N 458 «О присвоении воинских званий высших офицеров военнослужащим Вооружённых Сил Российской Федерации» генерал-лейтенанту Лапшову В. М. присвоено воинское звание «генерал-полковник».
Последняя должность — начальник Аппарата — помощник Министра обороны Российской Федерации (Павла Грачёва).

### В отставке
После снятия П. С. Грачёва с должности министра обороны РФ, его помощник В. М. Лапшов был освобождён от должности начальника аппарата — помощника Министра обороны РФ.
Проживал в Москве. Скоропостижно скончался 29 сентября 2009 года. Похоронен на Троекуровском кладбище в Москве.

## Знаки отличия
- Орден Красной Звезды[6]
- Орден Мужества
- Медаль «За воинскую доблесть» (Минобороны)
- Медаль «За укрепление боевого содружества»
- Юбилейная медаль «Двадцать лет Победы в Великой Отечественной войне 1941—1945 гг.»
- Юбилейная медаль «300 лет Российскому флоту»
- Медаль «Ветеран Вооружённых Сил СССР»
- Юбилейная медаль «50 лет Вооружённых Сил СССР»
- Юбилейная медаль «60 лет Вооружённых Сил СССР»[7]
- Юбилейная медаль «70 лет Вооружённых Сил СССР»[8]
- Медаль «За безупречную службу» I степени
- Медаль «За безупречную службу» II степени
- Медаль «За безупречную службу» III степени
- Медаль «За ратную доблесть» и др.